# Mycale velutata
Mycale velutata är en svampdjursart som först beskrevs av Schmidt 1862.  Mycale velutata ingår i släktet Mycale och familjen Mycalidae. Inga underarter finns listade i Catalogue of Life.